# 斑鱂
斑鱂為輻鰭魚綱鯉齒目鯉齒亞目鯉齒鱂科的其中一種，分布於北美洲美國科羅拉多河下游流域，體長可達5公分，棲息在沙泥底質的池塘、溪流、濕地，可做為觀賞魚。

## 擴展閱讀
維基物種上的相關：斑鱂